# このや朗
このや 朗（このや あきら、10月1日生）は、日本の男性声優。神奈川県出身。身長 174cm。C&Oプロダクション所属。旧芸名は小埜哉 朗（読みは同じ）。

## 出演（声優）

### テレビアニメ
- シスター・プリンセス RePure（2002年、店員）
- 時空冒険記ゼントリックス（2003年、ロボット執事）

### OVA
- がぁーでぃあんHearts第3巻（2003年、男ナレーター）
- がぁーでぃあんHearts ぱわーあっぷ!第1話（2005年、アナウンサー）

### ゲーム
- 時空冒険記ゼントリックス（2005年、ゾム1）
- PSP「AKIBA'S TRIP」（2011年、モーションキャプチャ）

### ドラマCD
- ドラマCD あまつ乙女の争奪さわぎ 〜ほろ酔い祇園の夢一夜〜（2012年）

### 吹き替え

#### 洋画
- バトルロワイアル・アイランド（2006年、司会者）

#### 海外アニメ
- ミュータント タートルズ（2007年 - 2008年、ブランク将軍）- 2シーズン

### その他
- VP 『NETWORLD+INTEROP2003』（ナレーション）

## 出演（俳優）

### 邦画
- 13階段（2003年）
- 福耳（2003年）
- 大帝の剣（2007年）

### ドラマ
- 狂った果実（2002年）
- スカイハイ
- ウィルスパニック2006夏〜街は感染した〜（2006年）

### Webムービー
- JS日本の学校 将来について調べよう（社会福祉主事）

### VP
- Nice to meet you（出演及びナレーション）
- VP アクティオ「建物が出来るまで」（鬼監督）

### 舞台
- 裸天国（演出瀬川昌治）
- 夜曲（演出千葉繁）
- 裏切り御免!（演出瀬川昌治）
- 狛江文化の祭典（扇ノ会として出演　演出野見山秀作）